# Tauno Äikää

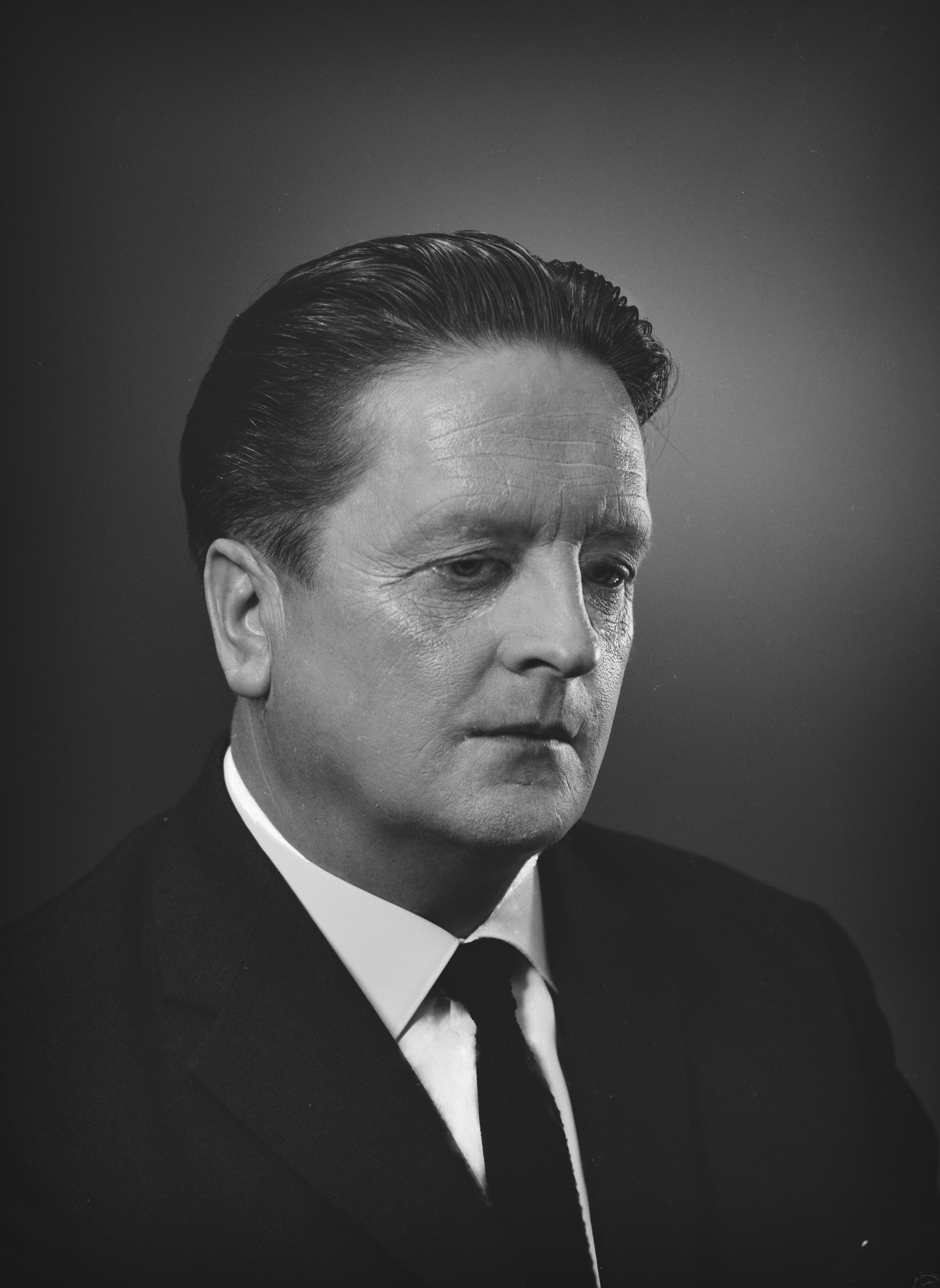
Tauno Äikää år 1963.

Tauno Äikää, född 9 december 1917 i Kronoborg, död 24 juni 2008 i Helsingfors, var en finländsk organist och pianist.
Äikää studerade orgel- och pianospel i Viborg (kantor-organistexamen 1937), Helsingfors, Tyskland och Holland. Han verkade 1939–1958 som kantor-organist i Björkö, Kuopio och Lahtis samt 1958–1982 i Johannes församling i Helsingfors. Han var verksam vid Sibelius-Akademin som lärare i orgelspel från 1958 och som lektor åren 1966–1983. Utom i hemlandet konserterade han i de nordiska och mellaneuropeiska länderna, i Sovjetunionen och USA; han uppträdde i radio och gjorde flera skivinspelningar. Han tilldelades professors titel 1974 och Statpriset för musik 1979.